# 耶律習涅
耶律习涅（1063年—1113年12月24日），小字把八，辽朝官员，族籍大横帐季父房。
他在大安年间入仕，历任右祗候郎君，任宿卫，忠敬有勋。同知归化军州事，有政绩。改任兴复军节度副使，被称为良吏。天庆三年十一月十五日（1113年12月24日）去世，时年五十一岁。天庆四年三月二十五日，葬在嘉鹿山先茔之侧。他的契丹文墓志铭，称辽朝为中央契丹国。

## 家庭
- 六世祖：耶律习宁，小字庐不姑，又作耶律鲁不古，辽太祖从侄，于越王、兵马大元帅
- 高祖：耶律賢適，字阿古真，西平郡王
- 曾祖父：耶律应恩，小字观音，官至大同军节度使
- 祖父：耶律直鲁衮，小字解里，官至太尉
  - 父亲：乙信直鲁姑
  - 母亲：乃合得夫人，大国舅郑九之女
    - 兄：耶律辟离剌，小字不迭里，官至云内州节度使
    - 弟：耶律王家奴
    - 弟：耶律习泥里
    - 妻子：捺割，国舅乍里太师之女
    - 妻子：国舅阿思不里太师之女
      - 儿子：耶律正臣、耶律蒲苏、耶律斡然